# Buchanania ferruginea
Buchanania ferruginea är en sumakväxtart som beskrevs av Adolf Engler. Buchanania ferruginea ingår i släktet Buchanania och familjen sumakväxter. Inga underarter finns listade i Catalogue of Life.